# Xancre del castanyer

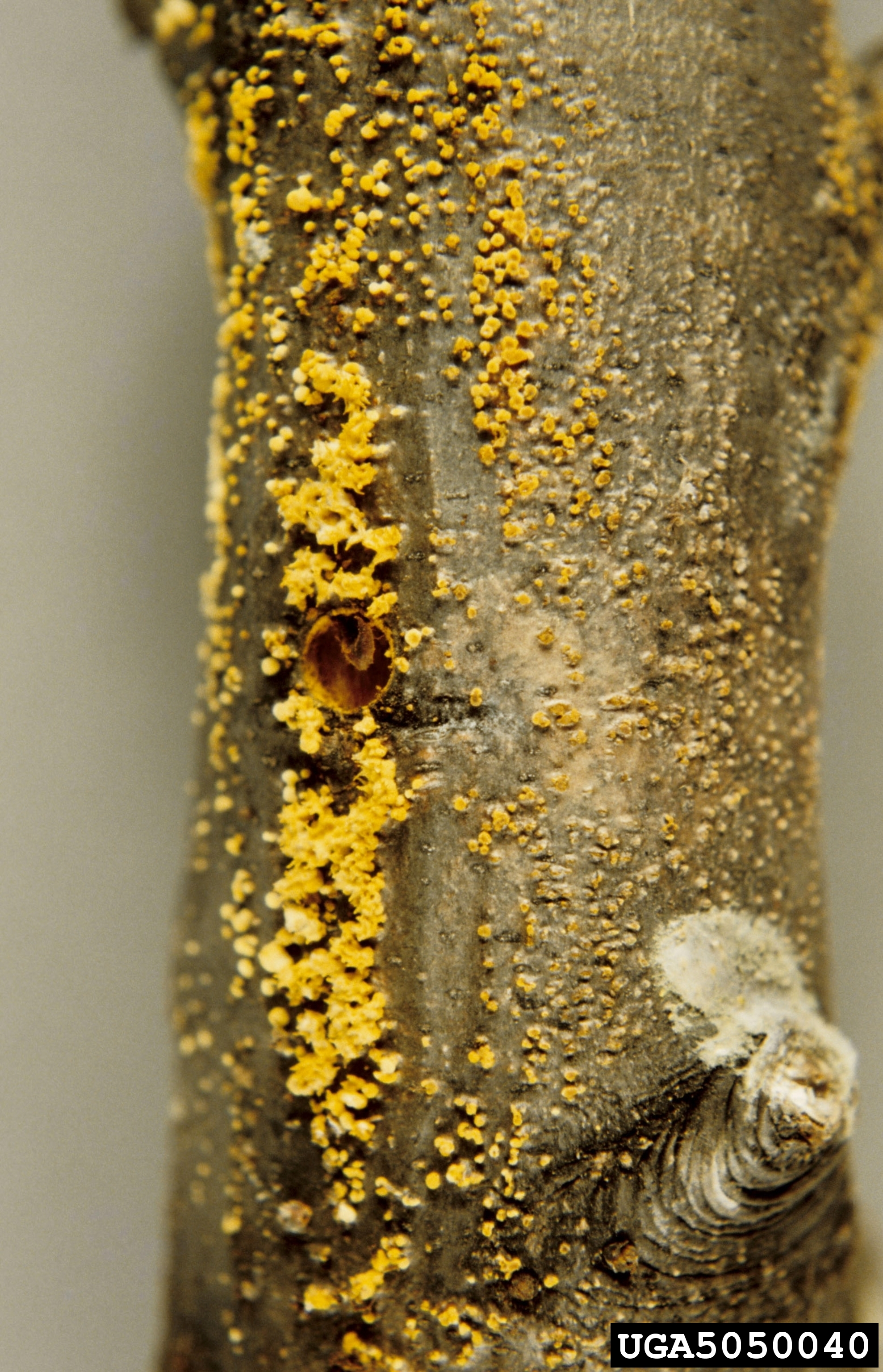
Castanyer amb xancre

El xancre del castanyer és una malaltia fúngica causada pel fong ascomicot Cryphonectria parasitica. Afecta principalment les espècies de castanyer (Castanea dentata, Castanea crenata i Castanea sativa), i en menor mesura espècies del gènere Quercus, Acer, Rhus i Chrysolepis. La malaltia és endèmica de l'Àsia oriental, però al segle XX va arribar a Amèrica (1904) i Europa (1938). Només als Apalatxes, van morir milers de milions de castanyers (Castanea dentata). El progrés de la malaltia a Europa ha sigut menys acusat a causa de la major resistència del castanyer europeu respecte el patogen.

## Cicle
El fong pot tenir reproducció sexual i asexual. Els picnidis, els cossos fructífers asexuals, tenen forma de circell i són de color groguenc o ataronjat. Durant les etapes humides, en aquestes estructures es desenvolupen els conidis (espores asexuals) i aquests es dispersen per vectors animals, el vent o la pluja.
Per altra banda, durant l'hivern les seves espores sexuals es creen a uns peritecis en forma de berruga grogosa o ataronjada situats a l'estroma. Les espores són alliberades durant la primavera i són transportades pel vent. Un cop germinada, penetra infectant l'arbre a través de petites ferides i desenvolupa un miceli que creix a l'escorça interna i mata el càmbium a causa de l'alliberació d'àcid oxàlic.

## Simptomatologia
El fong infecta la planta a través de ferides de l'escorça. El primer símptoma que desenvolupa l'arbre és un ataronjament de l'escorça al voltant de la zona infectada. El fong es va alimentant del càmbium i aquest atac provoca un esquerdament de l'escorça. A mesura que les hifes es desenvolupen sota l'escorça, el fong genera un compost tòxic per la planta, l'àcid oxàlic, que pot provocar la mort de la part infectada i la part superior d'aquesta. Altres símptomes típics d'altres malalties que presenta un arbre afectat són el creixement de brots epicòrnics sota la zona de l'atac i la permanència de les fulles a l'arbre quan estan seques.